# Saint-Pardoux-et-Vielvic
Saint-Pardoux-et-Vielvic település Franciaországban, Dordogne megyében. Lakosainak száma 187 fő (2022. január 1.). Saint-Pardoux-et-Vielvic Monplaisant, Pays-de-Belvès, Saint-Avit-Rivière, Bouillac és Urval községekkel határos.

## Népesség
A település népessége az elmúlt években az alábbi módon változott:
| Lakosok száma | 168  | 135  | 136  | 183  | 204  | 214  | 211  | 191  | 192  | 187  |
|               | 1968 | 1982 | 1990 | 2006 | 2013 | 2015 | 2017 | 2019 | 2020 | 2022 |